# Cécile Nowak
Cécile Nowak (* 22. April 1967 in Valenciennes) ist eine ehemalige französische Judoka. Sie war Olympiasiegerin 1992, Weltmeisterin 1991 und Europameisterin von 1989 bis 1992.

## Sportliche Karriere
Die 1,62 m große Cécile Nowak startete bis 1992 im Superleichtgewicht bis 48 Kilogramm. 1986 war sie mit der französischen Equipe Mannschaftseuropameisterin und gewann die Studentenweltmeisterschaften, 1987 war sie erneut Mannschaftseuropameisterin. 1989 siegte sie erstmals beim Weltcupturnier in Paris. Im Finale der Europameisterschaften 1989 gewann sie gegen die Britin Karen Briggs. Bei den Judo-Weltmeisterschaften 1989 unterlag sie der Britin im Halbfinale, gewann aber mit einem Sieg über die Kubanerin Legna Verdecia eine Bronzemedaille. 1990 siegte sie erneut beim Tournoi de Paris, im Finale der Europameisterschaften besiegte sie Karen Briggs. 1991 gewann sie ihren ersten französischen Meistertitel und zum dritten Mal das Pariser Weltcupturnier. Ihren dritten Europameistertitel gewann sie mit dem dritten Finalsieg über die Britin Briggs. Bei den Judo-Weltmeisterschaften 1991 in Barcelona traf Nowak im Finale erneut auf Briggs und gewann den Titel. Anfang 1992 besiegte Briggs die Französin im Finale des Tournoi de Paris. Bei den Europameisterschaften 1992 in Paris siegte Cécile Nowak im Finale gegen die Spanierin Yolanda Soler. 1992 standen erstmals Frauenwettkämpfe im Judo auf dem olympischen Programm, bei dem olympischen Turnier in Barcelona gewann Nowak gegen die Argentinierin Carolina Mariani, die Türkin Hülya Şenyurt, die Italienerin Giovanna Tortora und im Halbfinale gegen die Algerierin Salima Souakri. Im Finale traf Nowak auf die Japanerin Ryōko Tamura und gewann mit einer kleinen Wertung.
1993 trat Nowak im Halbleichtgewicht an, der Gewichtsklasse bis 52 Kilogramm, und gewann ihren zweiten französischen Meistertitel. Nach einem Sieg beim Tournoi de Paris traf sie im Finale der Europameisterschaften auf die Spanierin Almudena Muñoz, die Olympiasiegerin 1992 im Halbleichtgewicht gewann Gold vor Nowak, der Olympiasiegerin eine Gewichtsklasse darunter. Bei ihrem letzten großen internationalen Wettkampf, den Judo-Weltmeisterschaften 1993, unterlag Nowak im Viertelfinale der Kubanerin Legna Verdecia, kämpfte sich dann aber mit drei Siegen in der Hoffnungsrunde bis zur Bronzemedaille durch.